# Arroyo Zarco
Arroyo Zarco är en ort i Mexiko.   Den ligger i kommunen San Rafael och delstaten Veracruz, i den sydöstra delen av landet, 240 km öster om huvudstaden Mexico City. Arroyo Zarco ligger 42 meter över havet och antalet invånare är 271.
Terrängen runt Arroyo Zarco är huvudsakligen platt, men åt sydost är den kuperad. Runt Arroyo Zarco är det ganska tätbefolkat, med 185 invånare per kvadratkilometer. Närmaste större samhälle är Martínez de la Torre, 15,9 km sydväst om Arroyo Zarco. Omgivningarna runt Arroyo Zarco är en mosaik av jordbruksmark och naturlig växtlighet.